# Brackley Lough
Brackley Lough ou  'Lough Brackley'  est un lac du townland de Brackley, dans le comté de Cavan, en Irlande, situé à l'ouest de la route N87. Il se nourrit de la rivière Blackwater.

## Île du baron
L'île, au milieu du lac, a été nommée ainsi d'après le baron de Trent qui a habité Brackley manor au XIXe siècle, vers 1850, et a fait construire un bâtiment sur l'îlot.

## Faune
Brackley Lough est un lieu de pêche : brochet, gardon et brême.